# Тиснение
Тисне́ние — полиграфический процесс для получения рельефного изображения на поверхности продукции (листового металла, бархата, бумаги и т. п.). Относится к послепечатной отделке продукции, производящийся на ручных, полуавтоматических и автоматических прессах для тиснения, основанный на припрессовке горячим или холодным способом металлизированной или пигментной фольги или полимерной плёнки с напылением нужного вещества для улучшения привлекательности упаковки, этикетки или рекламно-акцидентной продукции.

## Виды тиснения
Существует несколько видов тиснения.
- Тиснение фольгой — тиснение, при котором между нагретым клише и материалом (бумагой, кожей, пластиком и т. д.) протягивается фольга и производится прессование. Под действием нагретого клише металлизированное или пигментное напыление отстаёт от плёнки-носителя и закрепляется клеевым слоем на поверхности тиснимого материала. Такое тиснение применяется, например, для оформления элементов дизайна на картонных упаковках[2].
- Слепое тиснение (блинт; от нем. blind — слепой) — тиснение с помощью клише с целью получения оттиска на гладкой поверхности (например, на текстурной бумаге, на коже). Для получения лучшей гладкости или глянца могут применяться специальные плёнки. Рабочие температуры процесса, как правило, ниже, чем при тиснении фольгой, во избежание перегрева и порчи материала.
- Конгревное тиснение без фольги (англ. embossing, нем. Praegung) — придание барельефа спрессовыванием материала между клише для конгрева (матрицы) и пуансоном (контрматрицы, ответной части). Изображение делается выпуклым. Производится либо холодным способом, либо с подогревом клише до 60 °C.
- Конгревное тиснение с фольгой. Может выполняться двумя способами. При первом способе процесс осуществляется в два прогона: при первом прогоне припрессовывается фольга, а вторым прогоном придаётся рельеф. При втором способе процесс производится в один удар (оттиск); перенос фольги и придание рельефа происходят одновременно, что позволяет вдвое сократить время, затрачиваемое на тираж. При втором способе используется технологически более сложное (и дорогое) клише, требуется наличие навыка работы в один удар у оператора пресса, необходима высокая температура 110−160 °C и пресс, способный выполнять такие работы.
- Обратный конгрев (англ. debossing) — тиснение, при котором обнижение изображения выполняется ниже уровня материала (то есть в сторону от наблюдателя). В российских типографиях применяется редко. Таким способом можно делать на бумаге, например, эффектные следы, как бы продавившие лист.
- Припрессовка голограмм — тиснение, отличающееся от тиснения фольгой необходимостью чётко позиционировать каждую голограмму относительно изображения перед оттиском с точностью 0,1—0,2 мм. Точность достигается применением лазерных регистраторов (если голограммы выклеены поштучно на бумажной ленте, смотанной в рулон) или с помощью меток (англ. shear line) на фольге (если голограммы инкорпорированы в структуру фольги).
- Текстурирование — процесс нанесения изображения с помощью клише на гладкий материал (как правило, на металлизированную бумагу). Применяется для имитации тиснения фольгой и для имитации кожи определённых пород (например, клише с рисунком, имитирующим кожу крокодила и т. д.).

## История тиснения
В древние времена на заре появления печатей (штампов) изображения на определённую основу (поверхность) наносились методом тиснения. К примеру, с помощью специальной печатки-штампа на сырую глину гончары ставили клеймо на свои изделия. Купцы, запечатывая товар в кувшины, на пробке ставили свой знак. Такой способ использовали в Индии и Египте. На Руси даже существовала должность хранителя печатей.
Древние шумеры использовали в обиходе цилиндрические печати, похожие на современные.
В архивах Ватикана по сей день хранится написанная внуком Чингисхана бумажная грамота. В местах склейки листов и в самом конце свитка располагается оттиснутая красной краской печать хана с определённой надписью.
Технология тиснения неразрывно связана с технологией набивки рисунка на ткань. Мастер вначале наносил в виде гравировки изображение на дерево, а затем с помощью гравированной доски переносил его на ткань. Первый раз данный способ нанесения текста был использован в 1370-х годах. Метод тиснения послужил основой для развития книгопечатания. Сегодня печати приобрели несколько иное предназначение, поскольку служат для подтверждения легитимности того или иного документа (см. удостоверяющая печать).
С глубокой древности тиснение металла использовалось для производства украшений. Тиснение кожи для книжных переплётов известно с XII века.

## Тиснение как защитный элемент банкнот
Тиснение применяется в качестве элемента защиты денег от подделки. В частности, используется тиснение фольгой и бескрасочное тиснение. Например, на банкнотах номиналом 5000 рублей по левому краю лицевой стороны, а также в конце текста «Билет Банка России» имеются тонкие красочные штрихи, переходящие в бескрасочное тиснение.
Тиснение также может использоваться фальшивомонетчиками для имитации таких защитных элементов банкнот как водяной знак, защитная нить, кинеграмма и сетка.